# ایر گرینلند

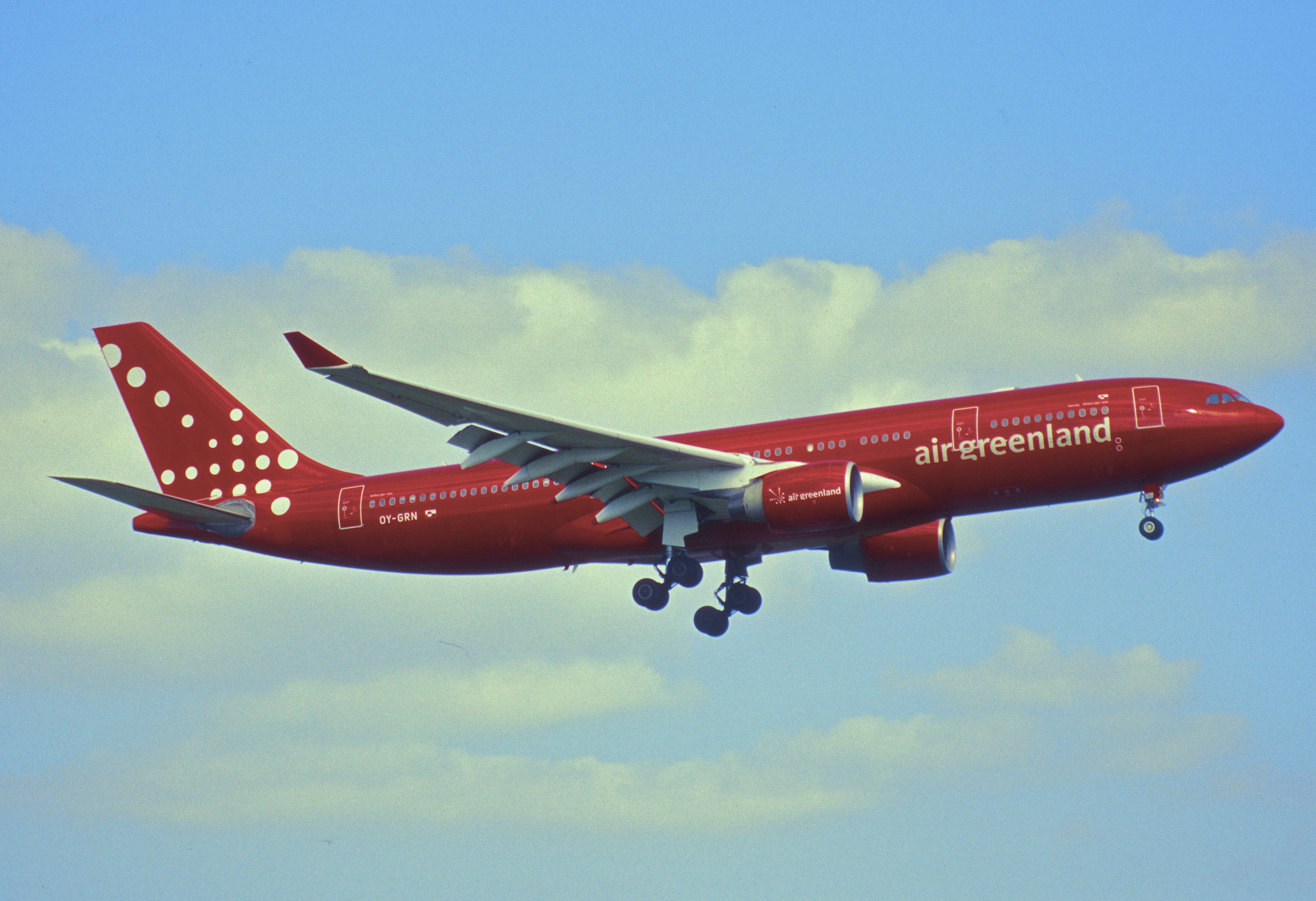
هواپیمای ایرباس ای۳۳۰ متعلق به ایر گرینلند

ایر گرینلند (به انگلیسی: Air Greenland) شرکت هواپیمایی حامل پرچم گرینلند است، که در سال ۱۹۶۰ تحت نام گران‌لندزفلای تأسیس شد و در سال ۲۰۰۲ نام آن به فرم فعلی تغییر پیدا کرد در حال حاضر روزانه به ۶۷ مقصد پروازهای مستقیم دارد.
دفتر مرکزی شرکت ایر گرینلند در شهر نوک، گرینلند قرار دارد و فرودگاه کانگرلوسواک، فرودگاه کپنهاگ، فرودگاه ایلولیست، فرودگاه نارسارسواک، فرودگاه نرلریت اینات و فرودگاه نوک، قطب‌های این شرکت هواپیمایی به‌شمار می‌آیند. این شرکت در حال حاضر در ناوگان هوایی خود، دارای ۳۲ فروند هواپیمای جت مسافربری و ۲۲ بالگرد می‌باشد.

## نگارخانه

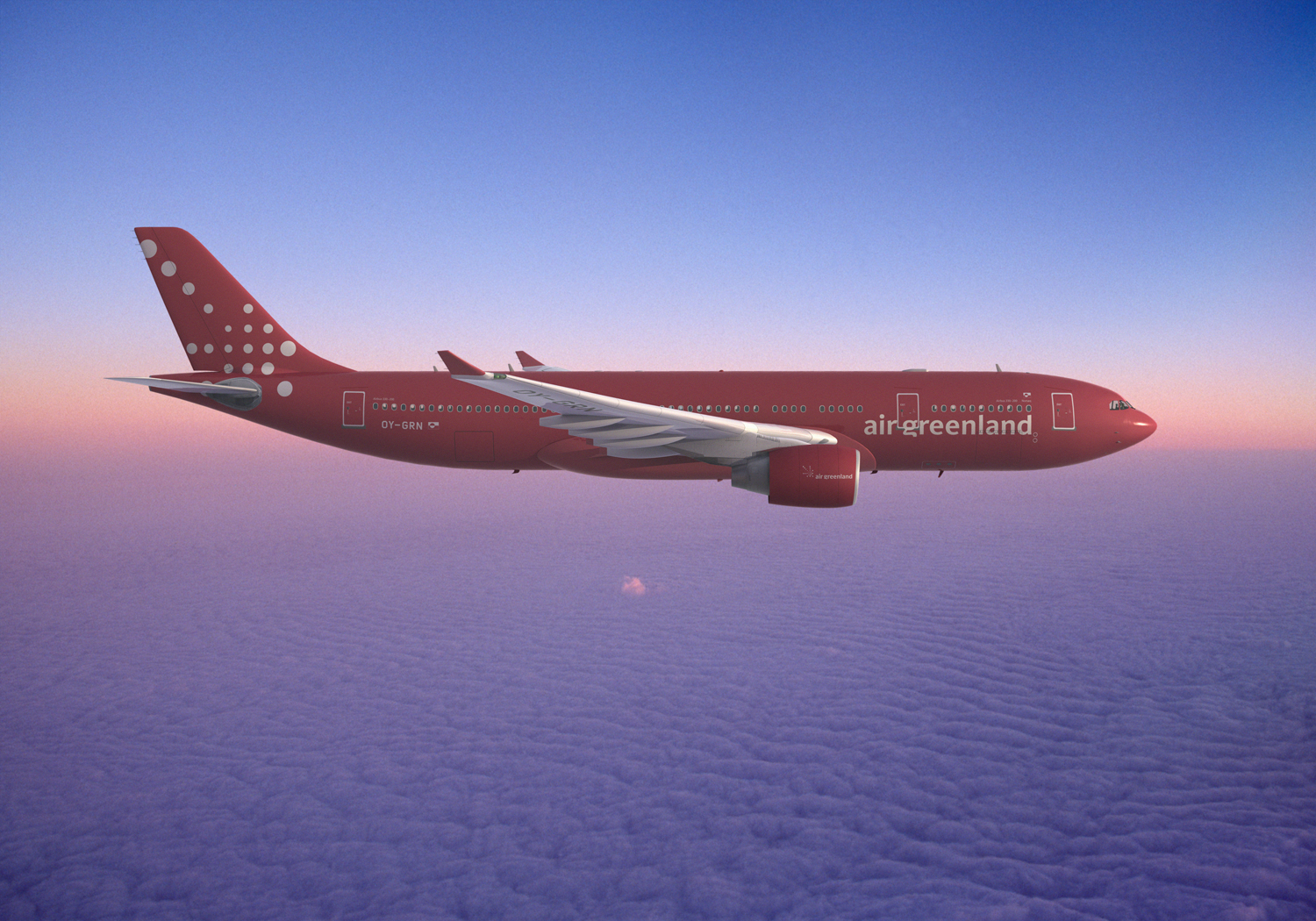
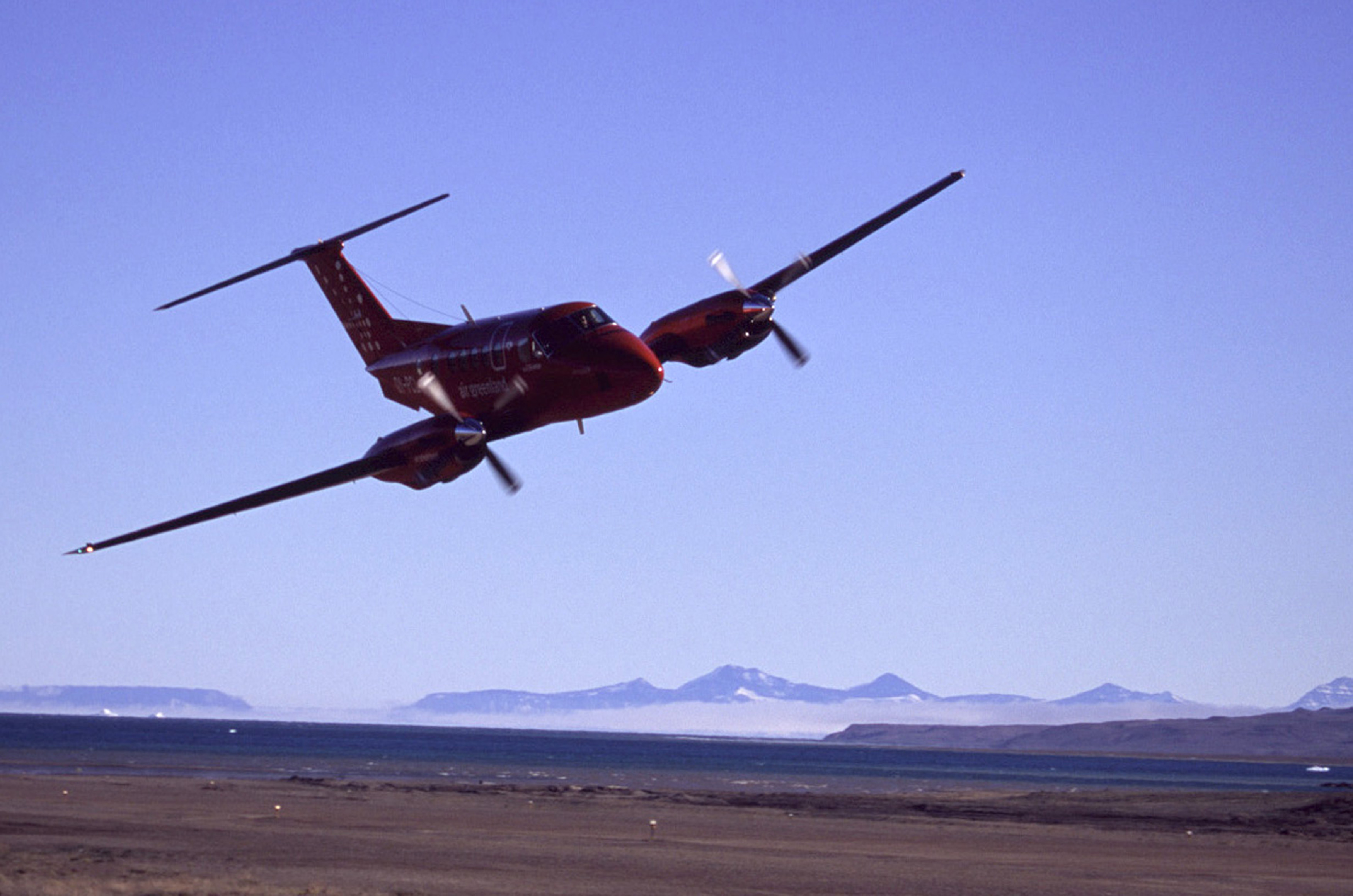
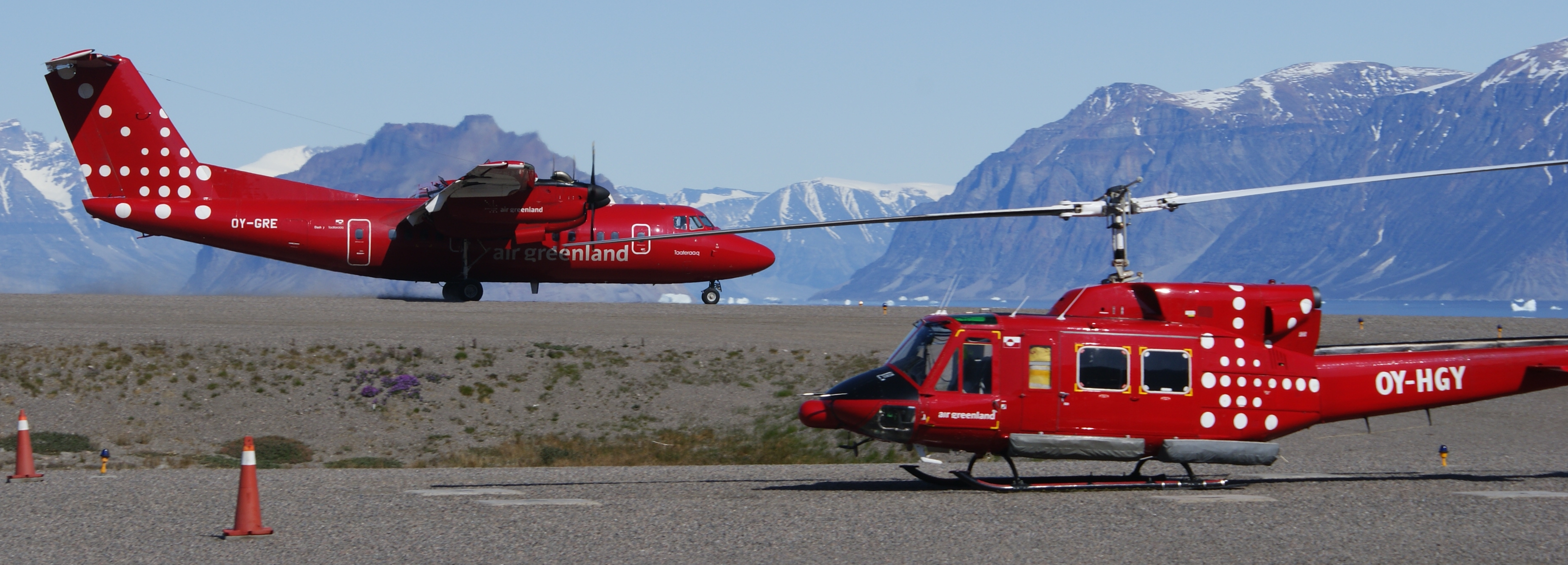
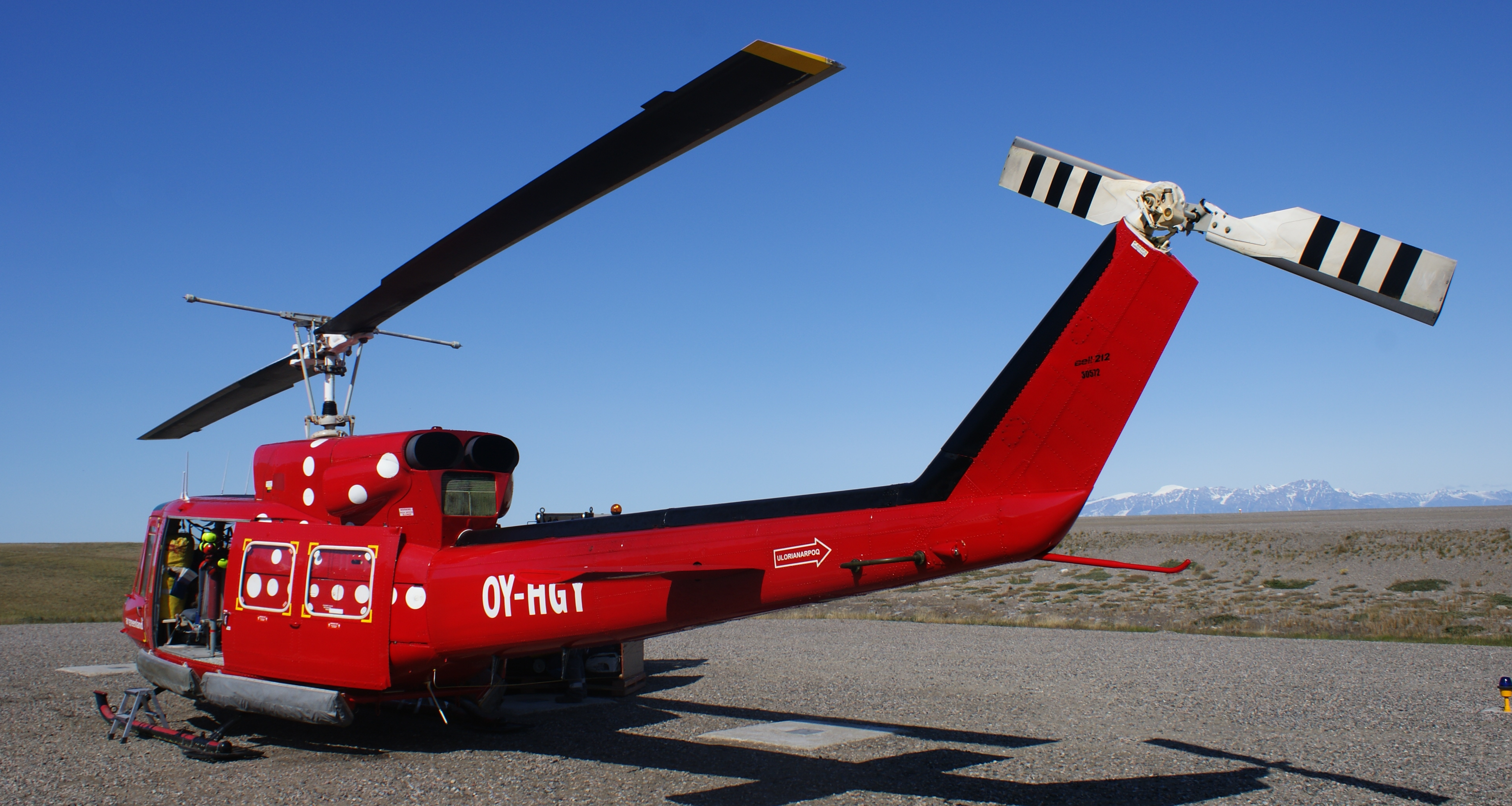
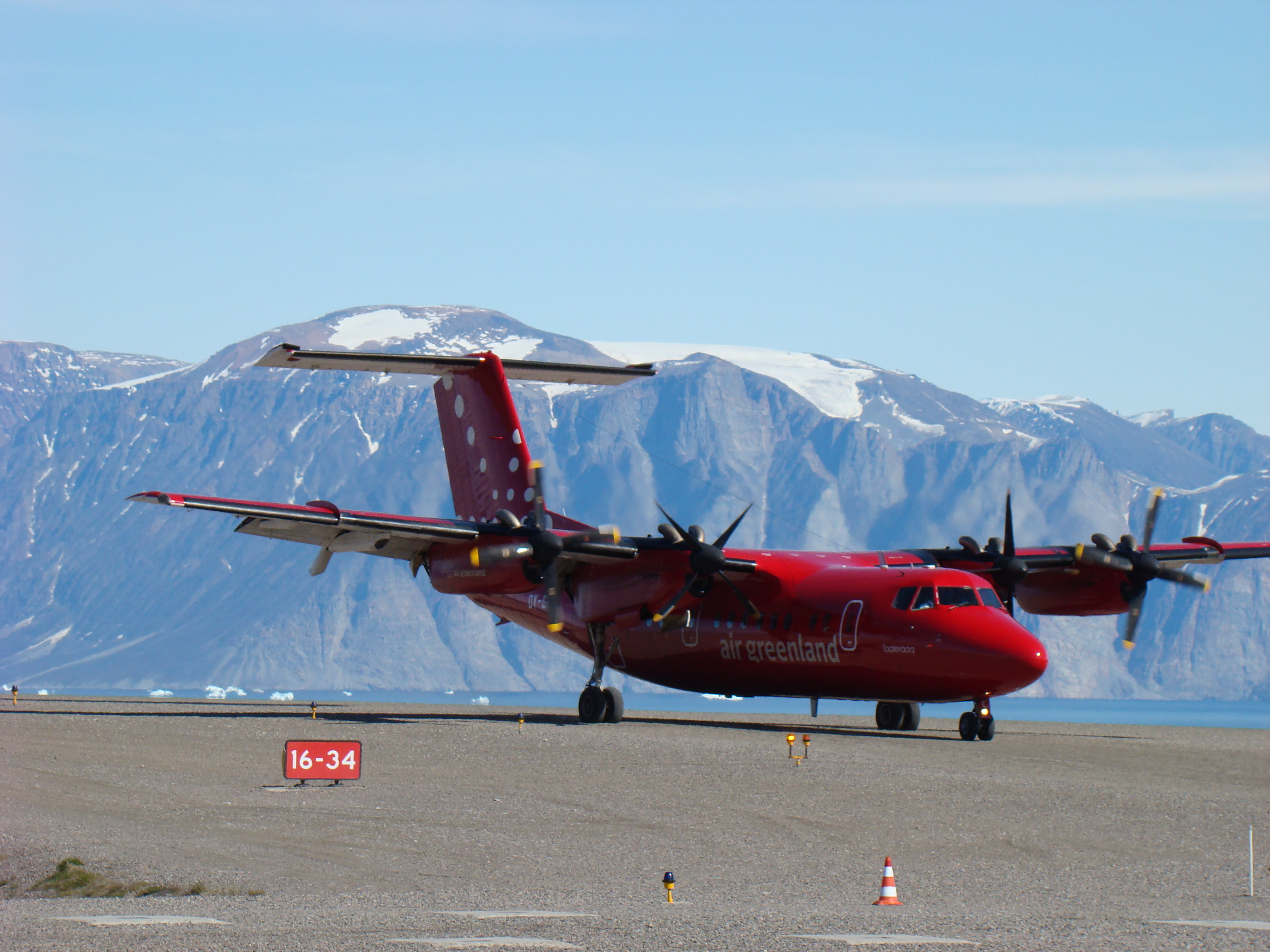
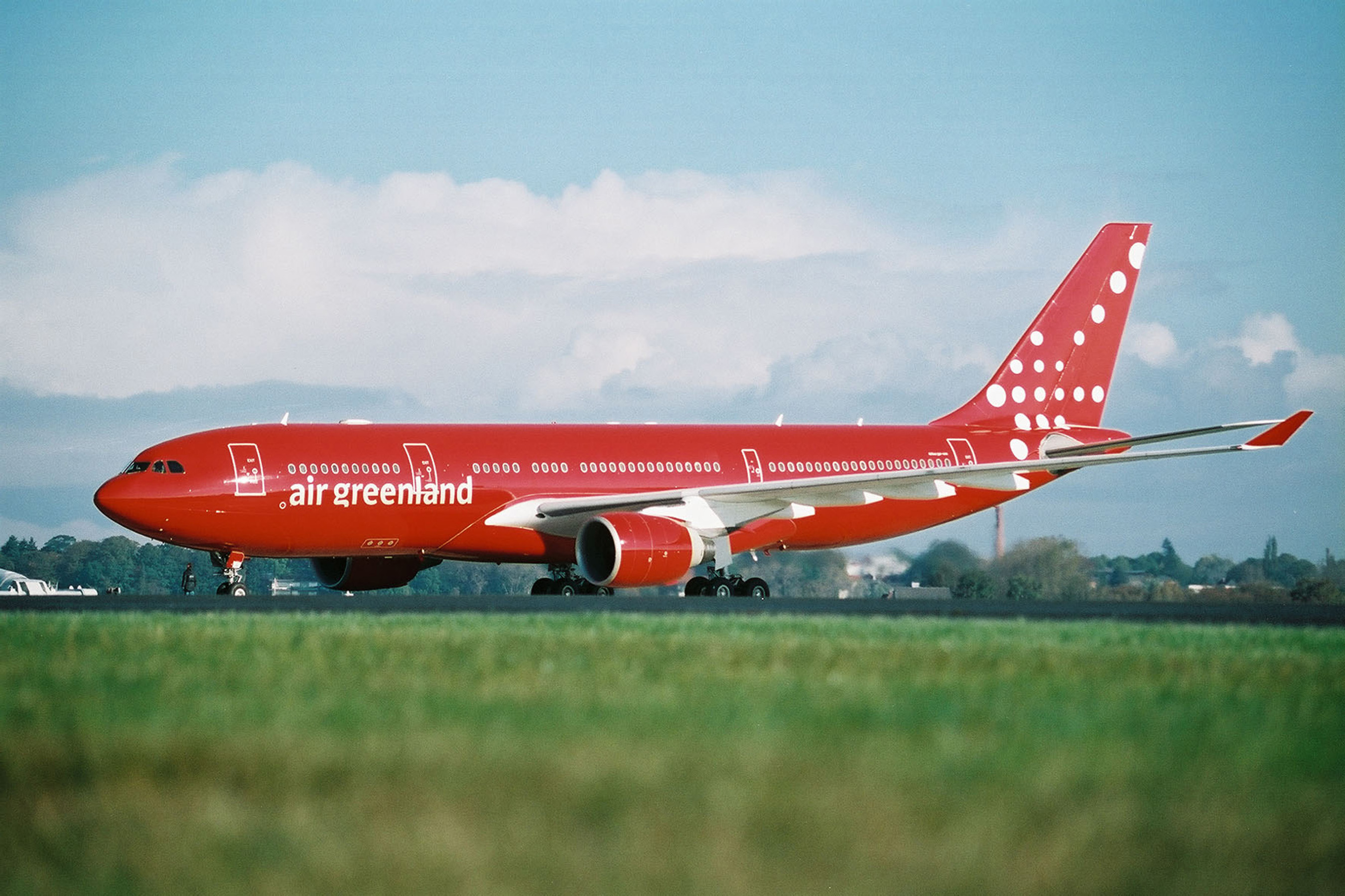
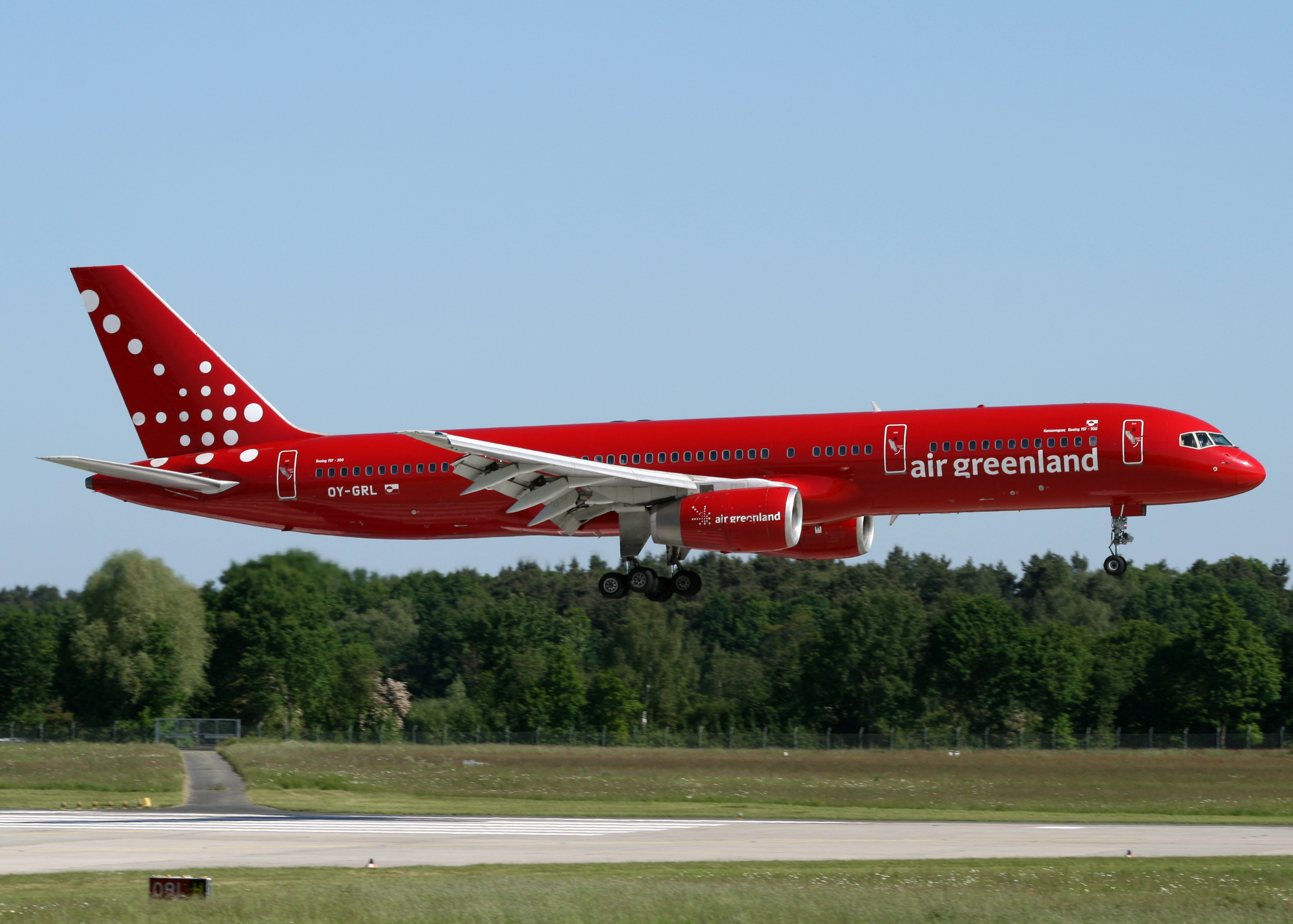
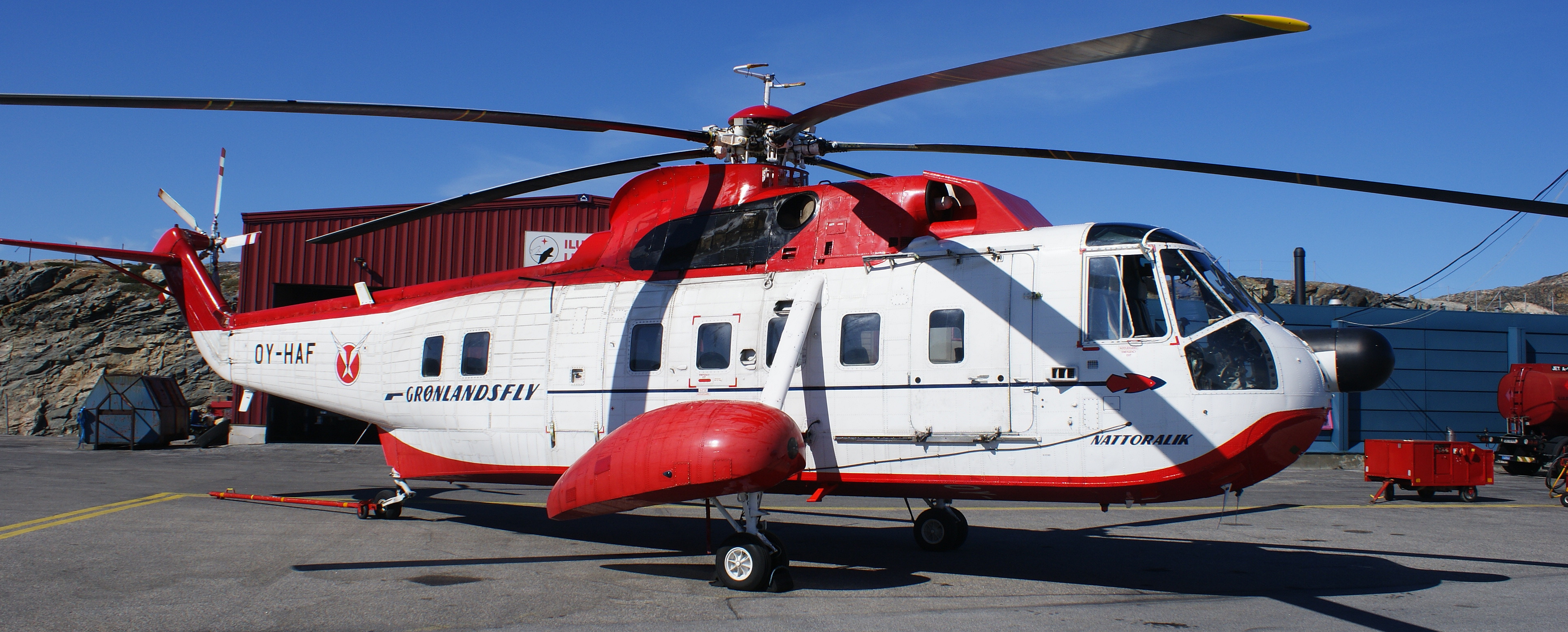
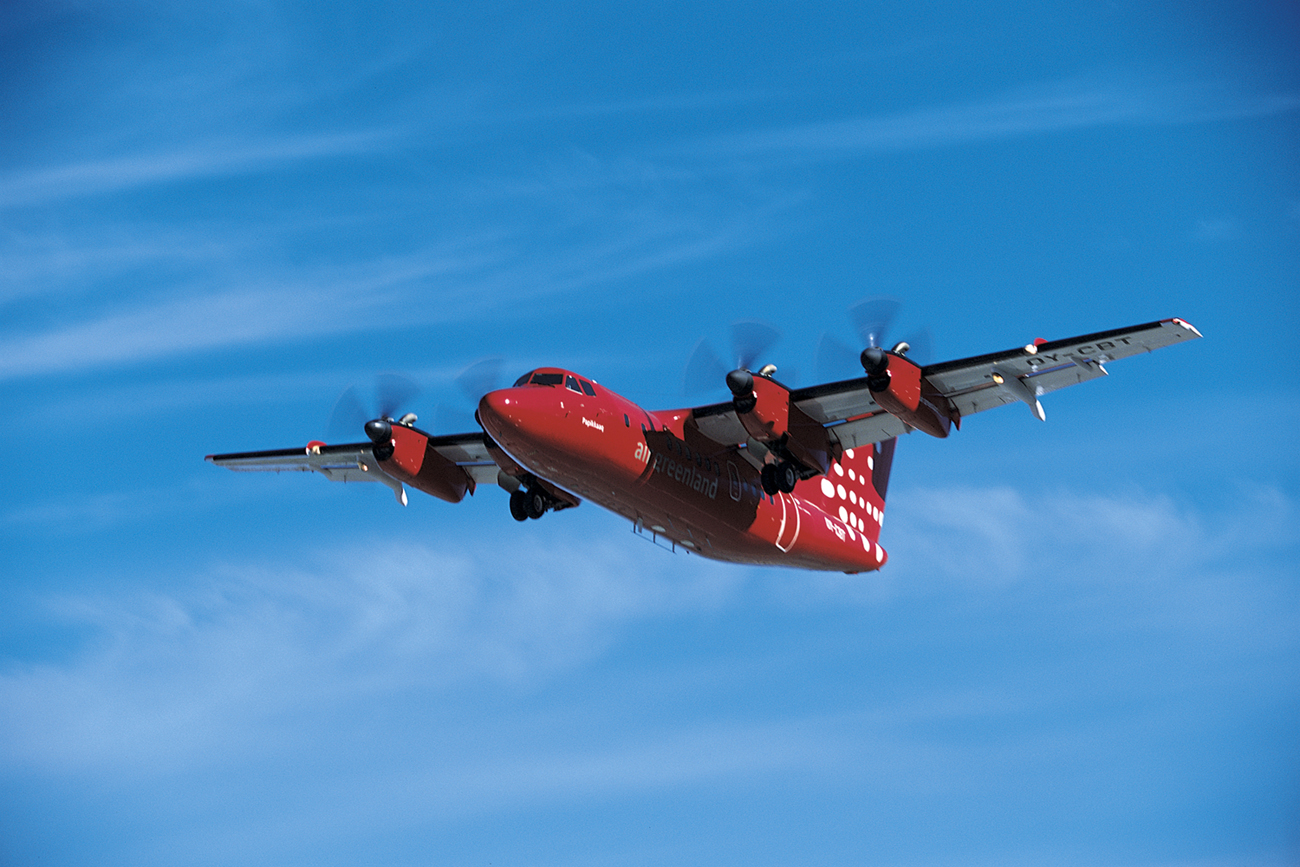